# ...acta est fabula
...acta est fabula – album polskiej grupy muzycznej Undish, wydany został w 1997 roku nakładem Massacre Records.

## Lista utworów
1. With Blood and Suffering – 03:58
2. I Believe – 04:33
3. Rose in the Window – 03:07
4. I'm Sorry – 05:27
5. Someone... – 03:25
6. Reflection (Part I) – 04:44
7. Reflection (Part II) – 04:07
8. With Blood and Suffering (Part II) – 03:49

## Muzycy
- Robert Baum – perkusja, śpiew
- Michal Christoph – gitara, syntezator gitarowy
- Ada Szarata – śpiew
- Gracjan Jeran – gitara
- Darek Was – gitara basowa
- Michal Branny – gitara